# Cocks-Gletscher
Der Cocks-Gletscher ist ein Gletscher im Süden des ostantarktischen Viktorialands. Er entwässert die Südwestflanke des Mount Cocks sowie ein großes Areal südlich dieses Berges und mündet gegenüber dem Delta-Gletscher in den Skelton-Gletscher.
Ein neuseeländisches Erkundungsteam nahm 1957 im Rahmen der Commonwealth Trans-Antarctic Expedition (1955–1958) Vermessungen und die Benennung in Anlehnung an diejenige des Mount Cocks vor. Dessen Namensgeber ist Edward Lygon Somers Cocks (1858–1923), ehrenamtlicher Schatzmeister der Royal Geographical Society.